# Trapeze
Trapeze war eine englische Rockband, die im März 1969 gegründet wurde und zuletzt 1994 in Erscheinung trat. Die Geschichte der Band war durch die häufigen Personalwechsel geprägt. Obwohl die Band selbst keine größeren kommerziellen Erfolge erreichen konnte, wurden einige Musiker später mit Bands wie Black Sabbath, Deep Purple, Whitesnake, Judas Priest oder Uriah Heep bekannt oder waren bei All-Star-Rockmusikerprojekten, wie z.Bsp. Phenomena, tätig.
Die ersten vier Alben veröffentlichte die Band bei Threshold Records, dem bandeigenen Label von Moody Blues.
Den Kern der Band bildeten die Musiker Glenn Hughes, Mel Galley und Dave Holland. Nachdem Glenn Hughes die Band 1973 verlassen hatte, um sich Deep Purple anzuschließen, versuchten Galley und Holland, die Band zusammenzuhalten. Jedoch wechselten die Mitglieder ständig, bis Holland 1979 selbst die Band verließ und bei Judas Priest spielte.
Mel Galley führte die Band noch bis 1982 weiter, bis er selbst bei Whitesnake einstieg und Sänger Pete Goalby ein Angebot von Uriah Heep erhielt.
Nach seinem Austritt bei Judas Priest 1990 bemühte sich Holland noch einmal, die Band neu zu beleben. Es kam aber lediglich zu einer gemeinsamen Tournee von 1991 bis 1992, da sich Glenn Hughes wieder verstärkt auf seine Solokarriere konzentrierte. Und 1994 trafen sich Galley, Hughes und Holland lediglich für einen einzigen Auftritt, um dem verstorbenen Sänger Ray Gillen (ex-Black Sabbath/-Phenomena/-Badlands) ihre Anerkennung zu zollen.
Nachdem Mel Galley 2008 gestorben war, bekam Glenn Hughes dessen 1968 Custom-Gibson Les Paul Gitarre, die sie 1971 gemeinsam kauften.

## Bandmitglieder
1969–1970:
- Mel Galley – Gitarre, Bass
- Glenn Hughes – Bass, Gitarre, Klavier, Gesang, Posaune
- Dave Holland – Schlagzeug
- Terry Rowley – Orgel, Klavier, Gesang, Querflöte
- John Jones – Gesang, Trompete

1970–1973:
- Mel Galley – Gitarre, Gesang
- Glenn Hughes – Gesang, Bass, Rhythmus-Gitarre (nur live 1973)
- Dave Holland – Schlagzeug
- Pete MacKie – Bass (nur live 1973)

1974–1976:
- Mel Galley – Gesang, Gitarre
- Dave Holland – Schlagzeug
- Rob Kendrick – Gitarre
- Pete Wright – Bass

1976:
- Mel Galley – Gitarre, Gesang
- Glenn Hughes – Gesang, Bass
- Dave Holland – Schlagzeug

1978–1979:
- Mel Galley – Gitarre, Gesang
- Dave Holland – Schlagzeug
- Pete Goalby – Gesang, Gitarre
- Pete Wright – Bass

1980–1981:
- Mel Galley – Gitarre, Gesang
- Pete Goalby – Gesang, Gitarre
- Pete Wright – Bass
- Steve Bray – Schlagzeug

1982:
- Mel Galley – Gesang, Gitarre
- Steve Bray – Schlagzeug
- Mervyn ‘Spam’ Spence – Bass, Gesang
- Richard Bailey – Keyboard

1991–1992:
- Mel Galley – Gitarre, Gesang, Bass
- Glenn Hughes – Gesang, Bass, Gitarre
- Dave Holland – Schlagzeug
- Geoff Downes – Keyboard

1994:
- Mel Galley – Gitarre, Gesang, Bass
- Glenn Hughes – Gesang, Bass, Gitarre
- Dave Holland – Schlagzeug
- Craig Erickson – Gitarre

## Diskografie
- Trapeze (1970)
- Medusa (1970)
- You Are The Music...We're Just The Band (1972)
- The Final Swing (1974) (Studio-Sampler der Jahre 1970–1974)
- Hot Wire (1974)
- Live At The Boat Club (1975) (Live-Aufnahme von 1975)
- Trapeze (1976)
- Hold On, auch Running genannt (1979)
- Live In Texas: Dead Armadillos (1981) (Live-Aufnahme von 1981)
- Welcome To The Real World  (1993) (Live-Aufnahme von 1992)
- High Flyers: The Best Of Trapeze (1996) (Studio-Sampler der Jahre 1970–1974)
- Way Back To The Bone (1998) (Live-Aufnahme von 1972)
- On The Highwire (2003) (Zusammenstellung der Alben Hold On, Live In Texas und Way Back To The Bone auf einer DoCD)